# 멜팔란
멜팔란(melphalan)은 알케란(Alkeran) 등의 상품명으로 판매되는 약물로, 다발성 골수종, 악성 림프종, 림프모구성 또는 골수모구성 백혈병, 난소암, 유방의 샘암종, 포도막흑색종, 소아의 신경모세포종 등 다양한 암 치료에 사용하는 화학요법 약제이다. 경구 투여와 정맥 주사 모두 가능하다.
흔한 부작용에 구역질이나 골수억제가 있다. 그 외 심하지만 드문 부작용에 아나필락시스, 또는 다른 암 발생이 있다. 임신 중 사용은 태아에게 유해할 수 있다. 질소 머스터드 알킬화제로 분류되며, DNA와 RNA 합성을 방해하는 방식으로 작용한다.
미국에서 1964년 사용이 승인되었다. WHO 필수 의약품 목록에 속해 있다. 복제약으로 이용 가능하다.

## 의학적 사용
유럽연합에서 적응증은 다발성 골수종, (호지킨 림프종, 비호지킨 림프종을 모두 포함한) 악성 림프종, 급성 림프모구성 및 골수모구성 백혈병, 소아 신경모세포종, 난소암, 유방 샘암종이다.
미국의 경우 다발성 골수종 환자의 조혈모세포 이식 시, 수술에 앞서 전처치 요법으로 고용량 메팔란을 투여 가능하다. 유럽연합에서는 악성 혈액학적 질환이 있는 성인 환자의 동종이계(allogenic) 조혈모세포 이식 시, 강도를 낮춘 전처치 요법으로 메팔란을 다른 세포독성 약제와 병용해 사용할 수 있다.
2023년 8월, 미국 식품의약국(FDA)에서 절제 불가능한 간 전이를 동반한 포도막흑색종에 대하여, 간을 표적으로 한 치료를 위해 메팔란(상품명 헵자토, Hepzato) 사용을 승인했다. 이때 간 전이는 전체 간의 50% 미만을 침범했어야 한다. 또한 간 외의 질환은 없거나, 뼈, 림프절, 피하조직, 폐에만 존재하는 동시에 절제나 방사선치료에 잘 반응해야 한다